# Earl Monroe
Vernon Earl Monroe (nascido em 21 de novembro de 1944) é um americano ex-jogador de basquete profissional. Ele jogou por duas equipes, Baltimore Bullets e o New York Knicks, durante sua carreira na NBA. Ambas as equipes aposentaram o número que Monroe usou. 
Devido ao seu sucesso na quadra e estilo de jogo chamativo, Monroe recebeu os apelidos de "Black Jesus" e "Earl the Pearl". Ele foi introduzido no Hall da Fama do Basquetebol em 1990.

## Primeiros anos
Nascida na Filadélfia, Pensilvânia, Monroe era uma lenda desde tenra idade. Seus colegas de colégio na John Bartram High School o chamaram de "Thomas Edison" por causa dos muitos movimentos que ele inventou.
Crescendo em seu bairro no sul da Filadélfia, Monroe estava inicialmente interessada em futebol americano e beisebol mais do que no basquete. Aos 14 anos, Monroe tinha 1,90 e seu interesse pelo basquete cresceu, jogando como Pivô durante a maior parte de sua juventude.
Depois de se formar na Jonn Bartram High School, Monroe frequentou uma escola preparatória afiliada à Universidade Temple. Ele trabalhou como balconista em uma fábrica, enquanto frequentemente jogava basquete no centro de recreação de Leon Whitley na Filadélfia. Whitley tinha jogado no Winston-Salem Teacher College em 1953 e encorajou Monroe a ir para lá também.

## Carreira universitária
Monroe ganhou proeminência em nível nacional na Winston-Salem State University na Divisão II da NCAA. Sob o comando do treinador, Clarence "Big House" Gaines, Monroe teve uma média de 7,1 pontos em seu primeiro ano. Ele conta que quando ele queria voltar para a Filadélfia depois dessa temporada, o treinador Gaines ligou para a sua mãe e depois de uma conversa séria, Monroe permaneceu na faculdade.
Monroe teve uma média de 23,2 pontos no segundo ano, 29,8 pontos no terceiro ano e incríveis 41,5 pontos em seu último ano (1,329 pontos na temporada de 1966-67). Durante essa temporada de 1966-67, Jerry McLeese, jornalista esportivo do Winston-Salem Journal, chamou os pontos de Monroe de "pérolas de Earl". Logo depois, os fãs começaram a cantar "Earl, the Super Pearl", e o apelido nasceu.
Em 1967, Monroe ganhou o prêmio de Jogador do Ano da NCAA quando levou a equipe ao título de sua Divisão da NCAA com uma vitória por 77-74 sobre a Universidade Estadual de Missouri na Final.
No geral, em seus quatro anos na Winston-Salem State University, Monroe teve uma média de 26,7 pontos, com 2.395 pontos em 110 jogos.
Depois que terminou sua carreira colegial, Monroe se formou em Winston-Salem e passou no exame nacional de docência. Monroe não foi selecionado para a Seleção Americana que iria representar o país nos Jogos Pan-Americanos de 1967. Ele disse que os treinadores disseram que seu estilo de jogo era "muito de rua, muito negro". acrescentando: "Isso deixou um gosto muito, muito ruim na minha boca."

## Carreira profissional

### Baltimore Bullets (1967-1971)
Em 1967, Monroe foi selecionado pelo Baltimore Bullets (agora o Washington Wizards) na 2° escolha geral no Draft de 1967. Ele, em seguida, ganhou o Prêmio de Novato do Ano em uma temporada em que teve uma média de 24,3 pontos por jogo. Ele marcou 56 pontos em um jogo contra o Los Angeles Lakers, a terceira maior marca por novato na história da NBA. Também foi um recorde de franquia, mais tarde quebrado por Gilbert Arenas em 17 de dezembro de 2006.
Monroe e seu companheiro de equipe, Wes Unseld, rapidamente se tornaram uma combinação formidável em Baltimore, com Monroe se tornou um herói cult por suas habilidades. Ele disse: "O problema é que não sei o que vou fazer com a bola e, se não sei, tenho certeza de que o cara que está me marcando também não sabe".
Na temporada de 1968-69, Monroe teve uma média de 25,8 pontos, 4,5 assistências e 3,9 rebotes, enquanto os Bullets terminavam com um recorde de 57-25 conquistando o título da Divisão Leste. No entanto, eles foram varridas pelo New York Knicks nos playoffs.
Os Bullets terminaram com um recorde de 50-32 na temporada de 1969-1970, com Monroe com médias de 23,4 pontos, 4,9 assiste e 3,1 rebotes, sendo selecionado para o All-Star Game. Eles foram novamente eliminado pelos Knicks nos playoffs.
Na temporada de 1970-71, os Bullets terminaram com um recorde de 42-40 e conquistaram o título da Divisão Central. Monroe teve uma média de 21,4 pontos, 4,4 assistências e 2,6 rebotes. Nos playoffs da Conferência Leste, os Bullets derrotaram o Philadelphia 76ers e os Knicks para chegar as Finais da NBA de 1971. Nas Finais, os Bullets enfrentaram o Milwaukee Bucks de Kareem Abdul-Jabbar e Oscar Robertson. Os Bucks varreram os Bullets e foram campeões. Monroe teve uma média de 16,3 pontos, 4,0 assistências e 4,0 rebotes na série.
Após a temporada de 1970-1971, Larry Fleischer, agente de Monroe, disse que os desejos dele era ser negociado com o Los Angeles Lakers, Chicago Bulls ou Philadelphia 76ers. Depois de quatro jogos na temporada de 1971-1972, ele viajou para Indianápolis para discutir uma transferência para o Indiana Pacers da ABA. Monroe foi então negociado em 10 de novembro de 1971 para o New York Knicks em troca de Mike Riordan, Dave Stallworth e dinheiro.
Em 328 jogos com os Bullets, Monroe teve uma média de 23,7 pontos, 4,6 assistências e 3,7 rebotes.

### New York Knicks (1971-1980)
Em 1971, Monroe foi negociado com o New York Knicks e formou o que ficou conhecido como "Rolls Royce Backcourt" com o igualmente extravagante Walt Frazier. Embora houvesse dúvidas se Monroe e Frazier poderiam coexistir como companheiros de equipe, a dupla eventualmente se uniu para se tornar uma das combinações mais eficazes de todos os tempos.
Na temporada de 1971-72, Monroe teve uma média de 21,7 pontos em seus três jogos com os Bullets antes da troca e ele se esforçou para ajustar após a troca, com médias de 11,4 pontos, 2,2 assistências e 1,5 rebotes em 60 jogos dos Knicks. A equipe derrotou os Bullets e o Boston Celtics para alcançar as Finais da NBA de 1972. Nas Finais da NBA de 1972, os Knicks foram derrotados pelo Los Angeles Lakers de Jerry West e Wilt Chamberlain com Monroe tendo uma média de 6,8 pontos e 2,6 assistências na série.
Na temporada de 1972-73, Frazier e Monroe lideraram os Knicks para o títula da NBA de 1973. Depois de uma temporada regular de 57-25, na qual Monroe teve médias de 15,5 pontos, 3,8 assistências e 2,6 rebotes, eles derrotaram os Bullets e os Celtics para chegar às finais da NBA de 1973. Nas Finais, os Knicks tiveram uma revanche contra o Los Angeles Lakers. Eles venceram o título ganhando a série por 4-1  com Monroe tendo 16,0 pontos e 4,2 assistências.
Na temporada de 1973-74, os Knicks, depois de derrotar os Bullets, foram derrotados pelo eventual campeão da NBA, Boston Celtics, nas finais da Conferência Leste. Monroe teve uma média de 14,0 pontos, 2,7 assistências e 3,0 rebotes na temporada regular.
Nas quatro temporadas seguintes, Monroe teve uma média de 20,9 pontos, 20,7 pontos, 19,9 pontos e 17,8 pontos, antes de as lesões limitá-lo durante suas últimas duas temporadas.
Monroe se aposentou após a temporada de 1980, devido a graves lesões no joelho que o atormentaram ao longo de sua carreira. Em nove temporadas e 592 jogos com os Knicks, Monroe teve média de 16,2 pontos, 3,5 assistências e 2,6 rebotes.
No geral, Monroe jogou em 926 jogos marcando 17.454 pontos e dando 3.594 assistências na sua carreira. Ele teve uma média de 18,8 pontos, 3,9 assistências e 3,0 rebotes em sua carreira. Monroe marcou mais de 1.000 pontos em nove de suas treze temporadas profissionais.

## Vida pessoal
Monroe tem um filho, Rodney e uma filha, Maya. Rodney Monroe jogou pelo Atlanta Hawks depois de uma carreira estelar na Carolina do Norte e Maya treinou basquete no ensino médio e na faculdade.
Em 2012, a Earl Monroe lançou uma nova empresa de doces: NBA Candy Store.
Nos últimos anos, ele tem servido como comentarista do Madison Square Garden e como comissário da Corporação de Desenvolvimento Urbano de Nova Jersey.
Monroe também tem sido ativo em vários assuntos e programas da comunidade, incluindo o Conselho do Presidente sobre Aptidão Física e Saúde, o Coletivo de Jovens da Crown Heights, o Fundo de Assistência Literária e o Programa de Tênis Júnior do Harlem. Ele recebeu muitas honrarias por essas atividades comunitárias "fora da quadra", incluindo o Prêmio Inspirador dos Profissionais do Harlem, Modelo Mais Destacável para a Juventude Americana, o Prêmio de Cidadania da ACM e Prêmio Esportista do Ano da Big Apple.
Em outubro de 2005, Monroe abriu um restaurante em Nova York, chamado "Earl Monroe's Restaurant & Pearl Club". No entanto, Monroe, desde então, revogou os direitos de licenciamento para o seu nome e o restaurante agora é chamado The River Room.
Earl Monroe agora possui e opera sua própria gravadora, Reverse Spin Records, em Nova York, tendo artista de pop, dance, hip-hop e R&B, atualmente com a artista de pop / dance Ciara Corr.
No filme de Spike Lee, "He Got Game", Jake Shuttlesworth (Denzel Washington) explica a seu filho, Jesus Shuttlesworth (Ray Allen), que seu nome foi inspirado pelo apelido de Monroe: "Jesus".

## Honras
- A camisa número 15 de Monroe foi aposentada pelo New York Knicks em 1 de março de 1986. Em 1 de dezembro de 2007, o Washington Wizards retirou a camisa número 10 de Monroe.[22]
- A camisa número 10 de Monroe foi aposentada por Winston-Salem em 2017.
- Em 1990, ele foi consagrado no Hall da Fama do Basquetebol.
- Em 1996, Monroe foi nomeado um dos 50 jogadores da equipe de todos os tempos da NBA.
- Em 2006, Monroe foi introduzido no Hall da Fama do Basquete Universitário.

## Estatísticas

### Temporada regular
| Ano      | Time      | PJ  | MPJ  | AP   | LL   | RT  | AS  | BR  | TO | PPJ  |
| -------- | --------- | --- | ---- | ---- | ---- | --- | --- | --- | -- | ---- |
| 1967–68  | Baltimore | 82  | 36.7 | .453 | .781 | 5.7 | 4.3 |     |    | 24.3 |
| 1968–69  | Baltimore | 80  | 38.4 | .440 | .768 | 3.5 | 4.9 |     |    | 25.8 |
| 1969–70  | Baltimore | 82  | 37.2 | .446 | .830 | 3.1 | 4.9 |     |    | 23.4 |
| 1970–71  | Baltimore | 81  | 35.1 | .442 | .802 | 2.6 | 4.4 |     |    | 21.4 |
| 1971–72  | Baltimore | 3   | 34.3 | .406 | .722 | 2.7 | 3.3 |     |    | 21.7 |
| 1971–72  | New York  | 60  | 20.6 | .436 | .786 | 1.5 | 2.2 |     |    | 11.4 |
| 1972–73† | New York  | 75  | 31.6 | .488 | .822 | 3.3 | 3.8 |     |    | 15.5 |
| 1973–74  | New York  | 41  | 29.1 | .468 | .823 | 3.0 | 2.7 | .8  | .5 | 14.0 |
| 1974–75  | New York  | 78  | 36.1 | .457 | .827 | 4.2 | 3.5 | 1.4 | .4 | 20.9 |
| 1975–76  | New York  | 76  | 38.0 | .478 | .787 | 3.6 | 4.0 | 1.5 | .3 | 20.7 |
| 1976–77  | New York  | 77  | 34.5 | .517 | .839 | 2.9 | 4.8 | 1.2 | .3 | 19.9 |
| 1977–78  | New York  | 76  | 31.2 | .495 | .832 | 2.4 | 4.8 | .8  | .3 | 17.8 |
| 1978–79  | New York  | 64  | 21.8 | .471 | .838 | 1.2 | 3.0 | .8  | .1 | 12.3 |
| 1979–80  | New York  | 51  | 12.4 | .457 | .875 | .7  | 1.3 | .4  | .1 | 7.4  |
| All-Star | All-Star  | 4   | 21.3 | .359 | .706 | 3.0 | 2.8 | .3  | .0 | 10.0 |
| Carreira | Carreira  | 926 | 32.0 | .464 | .807 | 3.0 | 3.9 | 1.0 | .3 | 18.8 |

### Playoffs
| Ano      | Time      | PJ | MPJ  | AP   | LL   | RT  | AS  | BR  | TO  | PPJ  |
| -------- | --------- | -- | ---- | ---- | ---- | --- | --- | --- | --- | ---- |
| 1969     | Baltimore | 4  | 42.8 | .386 | .806 | 5.3 | 4.0 |     |     | 28.3 |
| 1970     | Baltimore | 7  | 42.7 | .481 | .800 | 3.3 | 4.0 |     |     | 28.0 |
| 1971     | Baltimore | 18 | 37.3 | .407 | .793 | 3.6 | 4.1 |     |     | 22.1 |
| 1972     | New York  | 16 | 26.8 | .411 | .789 | 2.8 | 2.9 |     |     | 12.3 |
| 1973†    | New York  | 16 | 31.5 | .526 | .750 | 3.2 | 3.2 |     |     | 16.1 |
| 1974     | New York  | 12 | 33.9 | .491 | .855 | 4.0 | 2.1 | 0.7 | 0.8 | 17.4 |
| 1975     | New York  | 3  | 29.7 | .267 | .818 | 3.0 | 2.0 | 1.3 | 0.7 | 14.0 |
| 1978     | New York  | 6  | 24.2 | .387 | .611 | 0.8 | 2.8 | 1.0 | 0.0 | 9.8  |
| Carreira | Carreira  | 82 | 33.1 | .439 | .791 | 3.2 | 3.2 | 0.9 | 0.5 | 17.9 |